# Novon
Novon is een botanisch tijdschrift dat wordt uitgegeven door Missouri Botanical Garden Press, de uitgeverij van de onderzoeksafdeling van de Missouri Botanical Garden. De ondertitel luidt: A Journal for Botanical Nomenclature. In 1991 is het tijdschrift voor het eerst gepubliceerd. Het verschijnt vier keer per jaar. De hoofdredacteur is Victoria Hollowell.
In het tijdschrift worden artikelen gepubliceerd waarin nieuwe botanische namen van vaatplanten en mossen in een korte beschrijving worden openbaar gemaakt. De artikels worden voor publicatie onderworpen aan peer review door gekwalificeerde, onafhankelijke wetenschappers. 
Wetenschappers die in het tijdschrift hebben gepubliceerd, zijn Frank Almeda, Fred Barrie, Gerrit Davidse, Dennis Breedlove, Birgitta Bremer, Kåre Bremer, Georges Cremers, Laurence Dorr, Robert Dressler, Thomas Croat, Thomas Daniel, Linda Escobar, Aljos Farjon, Christian Feuillet, Roy Gereau, Lynn Gillespie, Thomas Givnish, Peter Goldblatt, Richard Gornall, Peter Møller Jørgensen, Walter Judd, Porter Lowry, Sandra Knapp, John MacDougal, Lucinda McDade, Gordon McPherson, Jan Meerman, Toby Pennington, Jack Regalado, Susanne Renner, Harold Robinson, Laurence Skog, Erik Smets, Robert Soreng, Kenneth Sytsma, Nicholas Turland, Carmen Ulloa Ulloa, Fabio Augusto Vitta, Warren L. Wagner, Dieter Wasshausen, Maximilian Weigend en Henk van der Werff. 

## Voorbeelden van artikelen
- Passiflora tarminiana, a new cultivated species of Passiflora subgenus Tacsonia; Geo Coppens d'Eeckenbrugge, Victoria E. Barney, Peter Møller Jørgensen, & John M. MacDougal; in Novon 11(1): 8-15. 2001
- Passiflora xishuangbannaensis (Passifloraceae): A New Chinese Endemic; Shawn E. Krosnick; in Novon 15: 160-163. 2005.